# 鳳翔路 (金朝)
鳳翔路，金朝时设置的路。
大定二十七年（1187年）设置，治所在凤翔府（今陕西省凤翔县），辖境包括今陕西秦岭以北麟游县、扶风县、周至县以西，甘肃省葫芦河流域以东，崇信县、平凉市以西，宁夏同心县、海原县以南。下辖凤翔府（陕西凤翔）、平凉府（甘肃平凉）、德顺州（宁夏隆德）、镇戎州（宁夏固原）、秦州（甘肃天水）、陇州（陕西千阳）。元朝初年废除。

## 长官
金朝
关于金朝的鳳翔路兵马都总管兼鳳翔尹，参见鳳翔府